# ريو مياموتو
ريو مياموتو (باليابانية: 宮本 龍) (4 أغسطس 1992 في أوساكا في اليابان – )؛ هو لاعب كرة قدم ياباني سابق كان يلعب كلاعب وسط.

## وصلات خارجية
- ريو مياموتو على موقع رابطة كرة القدم اليابانية للمحترفين (اليابانية)